# SummerSlam (2012)
SummerSlam (2012) — щорічне pay-per-view шоу «SummerSlam», що проводиться федерацією реслінгу WWE. Шоу відбулося 19 серпня 2012 року в Стейплс-центр у Лос-Анджелесі, Каліфорнія (США). Це було 25 шоу в історії «SummerSlam». Сім матчів відбулися під час шоу та ще один перед показом.